# Edwardsova letecká základna
Edwardsova letecká základna (anglicky Edwards Air Force Base) je vojenská základna letectva USA využívaná i pro kosmonautiku.

## Historie
Edwards Air Force Base je známá základna předurčená k testování vojenských letadel. Všechny nejznámější americké letouny od 40. let zde prodělaly zkoušku ohněm. Zde překonal koncem čtyřicátých let Chuck Yeager poprvé hranici rychlosti zvuku. Byla zbudována v Kalifornii, Mohavské poušti (Mojave Desert), na dně vyschlého solného Rogersova jezera. Nachází se v nadmořské výšce přibližně 700 m, v oblasti s velice stálým počasím, nízkými srážkami a celoročně vynikající viditelností.
Nejprve zde byla v roce 1933 otevřena střelnice Muroc Lake Bombing and Gunnery Range, určená pro výcvik posádek bombardérů (byla zde postavena i maketa japonského těžkého křižníku třídy Mogami). Původní název vlastní letecké základny, který byl Muroc Dry Lake, si základna udržela do roku 1949, kdy byla přejmenována na Edwards AFB. Jméno získala po tragické nehodě prototypu bombardéru Northrop YB-49 kapitána Glena Edwardse a jeho posádky dne 5. června 1948.
Asi nejdůležitější z řady organizací, které na letišti fungují, je Air Force Flight Test Center (AFFTC - Středisko letových zkoušek amerického letectva), založeno v roce 1951. Základna je i místem fungování Armstrongova leteckého výzkumného střediska ("Armstrong Flight Research Center"), jež zde například zkouší různé experimentální letouny. V prostoru základy je zkušebna raketových motorů Rocket Propulsion Laboratory. Edwards AFB je také záložním letištěm mezinárodního letiště v Los Angeles v případě zemětřesení.
Vzletové a přistávací základny se nacházejí na dnech jezer Rosamond Dry Lake (jen dráhy s přírodním povrchem) a Rogers Dry Lake. Hlavní vzletová a přistávací dráha na dně Rogersova jezera má betonový povrch a délku 4500 metrů. Doplňuje ji kratší betonová dráha a řada drah s přírodním povrchem.

## Využití
Edwards Air Force Base slouží především jako Testovací centrum Letectva Spojených států amerických. Během programu Space Shuttle, v období před dostavbou ramp pro přistávání amerických raketoplánů u mysu Canaveral, byla tato základna hlavním místem, kde raketoplány přistávaly. Ze 135 provedených misí Space Shuttle (všechny odstartovaly z Kennedy's Launch Complex 39) se na Edwards Air Force Base uskutečnilo 54 přistání raketoplánů (na Kennedy Space Center to bylo 78 přistání). Odtud pak byly dopravovány zpět na Floridu, kde po nezbytných úpravách startovaly k dalším letům. V areálu základny jsou také muzea NASA.

## Expozice
Na letišti je vystavena řada vojenských a experimentálních letounů. Například:
- Bell X-1E
- North American X-15 (maketa)
- Vought F-8 Crusader (dva kusy používané NASA pro experimenty
- Lockheed F-104 Starfighter
- Grumman X-29A